# طرح تعهدی
طرح تعهدی نوعی رمزنگاری بدوی است که به اشخاص این قابلیت را می‌دهد که به یک مقدار انتخابی متعهد شوند در حالی که آن مقدار انتخابی برای دیگران مخفی است، با این حال امکان آشکار کردن مقدار انتخابی بعداً وجود خواهد داشت. طرح‌های تعهدی طوری طراحی شده‌اند که یک طرف نتواند ارزش آن را پس از تعهد به آن تغییر دهد: یعنی طرح‌های تعهدی الزام‌آور هستند. طرح‌های تعهدی کاربردهای مهمی در تعدادی از پروتکل‌های رمزنگاری از جمله گردش مالی رمزارزها، اثبات دانش صفر و محاسبات امن دارند.
یک راه برای توضیح یک طرح تعهدی این است که پیام ارسال شده را به عنوان یک پیام در یک جعبه قفل شده در نظر بگیرید و جعبه را به گیرنده بدهید. پیام موجود در جعبه از گیرنده پنهان است و او نمی‌تواند قفل را باز کند. از آنجایی که گیرنده دارای جعبه است، پیام درون آن قابل تغییر نیست فقط اگر فرستنده تصمیم بگیرد کلید را در زمانی دیگر به گیرنده بدهد، آنگاه پیام داخل جعبه برای گیرنده نیز آشکار می‌شود.